# Sludge-Phänomen
Das Sludge-Phänomen ist eine Störung der Mikrozirkulation, die als reversible Aggregation von roten Blutkörperchen eine deutliche Strömungsverlangsamung des Blutes bewirkt und zu einer Minderversorgung des Gewebes mit Sauerstoff führen kann.
Zum Sludge-Phänomen kommt es beispielsweise beim Schock. Auch die Blutsenkungsreaktion beruht auf dem Sludge-Phänomen.
Siehe auch: Geldrollenbildung